# ماكدونالد موكانسي
ماكدونالد موكانسي (بالإنجليزية: MacDonald Mukansi)‏ (مواليد 26 مايو 1975) هو لاعب كرة قدم. يلعب مع منتخب جنوب أفريقيا لكرة القدم. سبق له أن لعب في كأس العالم لكرة القدم مع منتخب بلاده.

## روابط خارجية
- ماكدونالد موكانسي على موقع ناشيونال فوتبول تيمز (الإنجليزية)